# 1840 en Grèce
Chronologie de la Grèce
- 1836
- 1837
- 1838
- 1839
- 1840
- 1841
- 1842
- 1843
- 1844

Cette page concerne les évènements survenus en 1840 en Grèce  :

## Création
- Achaïkos Kíryx (el), quotidien.
- Jardin royal d'Athènes
- Société philharmonique de Corfou (en)
- Théâtre Boukoura (en)

## Naissance
- Dominique-Alexandre Parodi, poète et auteur dramatique.
- Panayótis Stamatákis, archéologue.
- Dionýssios Tavouláris (el), acteur.

## Décès
- Nikólaos Gioulékas (el),militaire durant la guerre d'indépendance.
- Geórgios Kítsos (el), combattant durant la guerre d'indépendance.
- Andréas Zaïmis, président de la Commission exécutive.